# Белэнерго
Государственное производственное объединение «Белэнерго», Белэнерго (бел. Дзяржаўнае вытворчае аб'яднанне «Белэнерга») — государственная энергетическая компания, осуществляющая управление хозяйственной деятельностью электроэнергетического комплекса Республики Беларусь.

## История
Создана в 2006 году в порядке реорганизации Белорусского государственного энергетического концерна. С 22 апреля 2013 по 24 апреля 2018 года генеральным директором объединения был Евгений Олегович Воронов

## Деятельность
Основные направления деятельности:

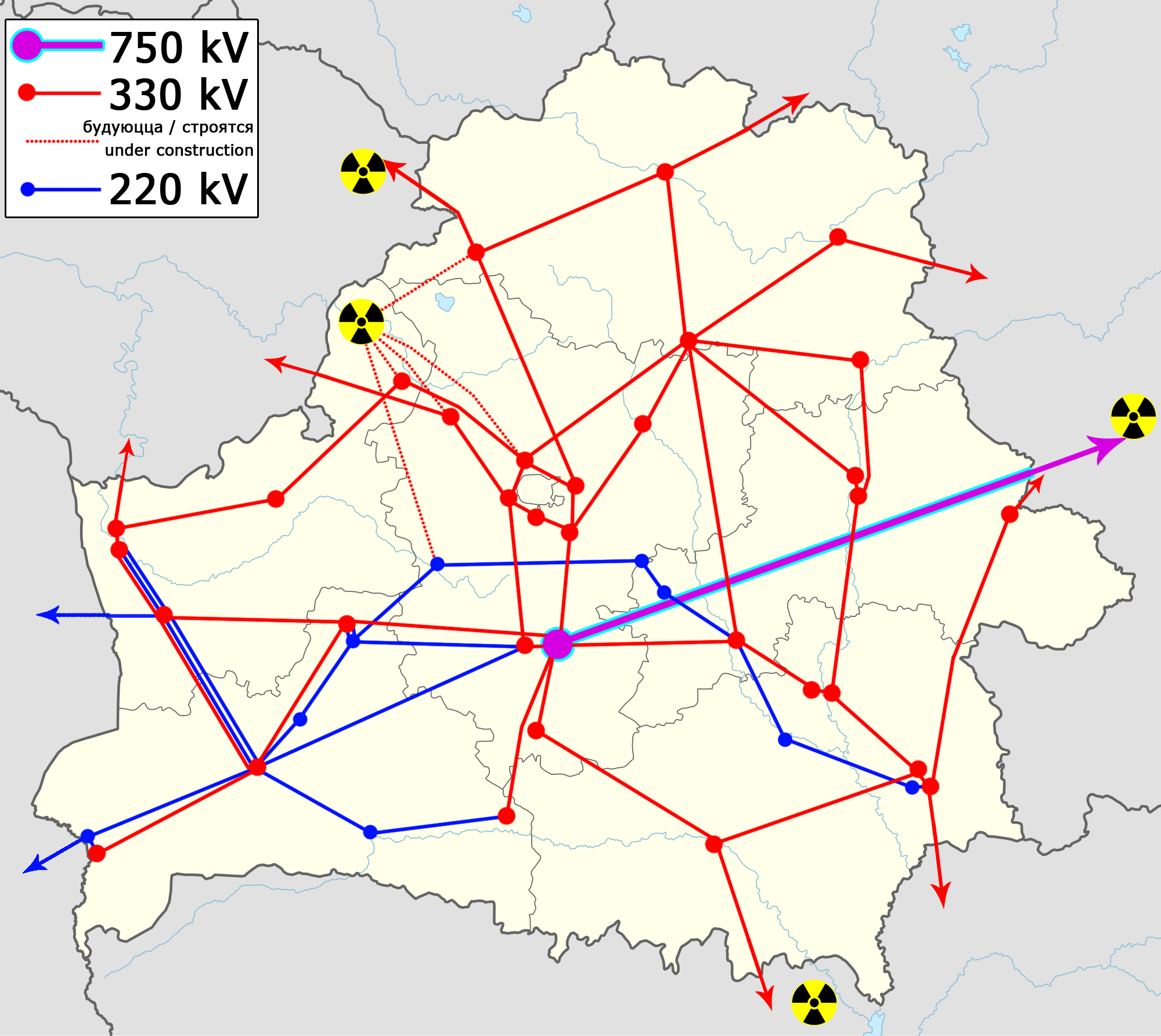
Линии электропередач 220, 330 и 750 кВ на территории Республики Беларусь

- управление Объединённой энергетической системой Беларуси;
- производство, передача и распределение электрической и тепловой энергии;
- поддержание в надлежащем состоянии электростанций и электрических и тепловых сетей;
- оперативно-диспетчерское управление технологическим процессом производства и поставок электроэнергии;
- технический надзор за состоянием электростанций и сетевых объектов Белорусской энергосистемы;
- организация работ, обеспечивающих сбалансированное развитие энергосистемы (в том числе прогнозирование спроса на энергию, проектирование, инвестирование, строительство энергетических объектов).

## Структура
Включает в себя республиканские унитарные предприятия (РУП), действующие по областям страны:
- «Брестэнерго»
- «Витебскэнерго»
- «Гомельэнерго»
- «Гродноэнерго»
- «Минскэнерго»
- «Могилёвэнерго»

Также «Белэнерго» включает в себя следующие организации:
- РУП «Объединённое диспетчерское управление»
- РУП «Белоозёрский энергомеханический завод»
- ОАО «Белэлектромонтажналадка»
- ОАО «Белэнергозащита»
- РУП «Белнипиэнергопром»
- РУП «БелТЭИ»
- РУП «Белэнергосетьпроект»
- РУП «Белэнергострой»
- РУП «Экономэнерго»
- ОАО «Белкотлоочистка»
- ОАО «Белсельэлектросетьстрой»
- ОАО «Белэнергоавтоматика»
- ОАО «Белэнергоремналадка»
- ОАО «Белэнергосвязь»
- ОАО «Белэнергоснабкомплект»
- ОАО «Западэлектросетьстрой»
- ОАО «Центроэнергомонтаж»
- ОАО «Электроцентрмонтаж»
- СОАО «Энерготехпром»
- ЗАО «Белспецэнерго»
- ЗАО «Энерготеплоизоляция»
- УО «Минский государственный энергетический колледж»
- Учебный центр энергетики

## Производство
Установленная мощность электростанций энергосистемы составляет ~8 700 МВт (на 1 января 2015 г.)
Выработка электроэнергии в 2009 составила 28,6 млрд. кВт·ч (85,0 % к соответствующему периоду 2008 г.).
Установленная мощность тепловых электростанций ГПО «Белэнерго»:
| Областные РУП                | Установленная мощность, МВт |
| ---------------------------- | --------------------------- |
| РУП «Брестэнерго»            | 1 159                       |
| 1. Берёзовская ГРЭС          | 1 095                       |
| 2. Пинская ТЭЦ               | 22                          |
| 3. Барановичская ТЭЦ         | 18                          |
| 4. Брестская ТЭЦ             | 12                          |
| 5. Западная МТЭЦ, г. Пинск   | 3                           |
| РУП «Витебскэнерго»          | 3 399                       |
| 6. Лукомльская ГРЭС          | 2 889                       |
| 7. Новополоцкая ТЭЦ          | 270                         |
| 8. Витебская ТЭЦ             | 80                          |
| 9. Оршанская ТЭЦ             | 79,78                       |
| 10. Полоцкая ТЭЦ             | 7,7                         |
| 11. Белорусская ГРЭС         | 1,5                         |
| РУП «Гомельэнерго»           | 972,7                       |
| 13. Гомельская ТЭЦ-2         | 544                         |
| 14. Мозырская ТЭЦ            | 206                         |
| 15. Светлогорская ТЭЦ        | 155                         |
| 16. Жлобинская ТЭЦ           | 26,2                        |
| 17. Гомельская ТЭЦ-1         | 37,3                        |
| РУП «Гродноэнерго»           | 393,3                       |
| 18. Гродненская ТЭЦ-2        | 312,45                      |
| 19. Лидская ТЭЦ              | 43                          |
| 20. Северная МТЭЦ, г. Гродно | 9,58                        |
| 21. Щучинская МТЭЦ           | 0,29                        |
| РУП «Минскэнерго»            | 2 405,36                    |
| 22. Минская ТЭЦ-4            | 1 035                       |
| 24. Минская ТЭЦ-5            | 719,6                       |
| 23. Минская ТЭЦ-3            | 442                         |
| 25. Жодинская ТЭЦ            | 54                          |
| 26. Минская ТЭЦ-2            | 80                          |
| 27. Молодечненская МТЭЦ      | 3,5                         |
| 28. Солигорская МТЭЦ         | 2,5                         |
| 29. Вилейская МТЭЦ           | 2,4                         |
| РУП Могилёвэнерго»           | 617,17                      |
| 30. Могилёвская ТЭЦ-2        | 347,3                       |
| 31. Бобруйская ТЭЦ-2         | 182,6                       |
| 32. Могилевская ТЭЦ-1        | 50,54                       |
| 33. Бобруйская ТЭЦ-1         | 12                          |
| 34. Осиповичская МТЭЦ        | 1,2                         |